# Elymus lenensis
Elymus lenensis är en gräsart som först beskrevs av Mikhail Grigoríevič Popov, och fick sitt nu gällande namn av Nikolai Nikolaievich Tzvelev. Elymus lenensis ingår i släktet elmar, och familjen gräs. Inga underarter finns listade i Catalogue of Life.